# 현대세계에 반란하라
현대세계에 반란하라(Rivolta contro il mondo moderno)는 율리우스 에볼라가 저술한 책으로, 1934년 이탈리아에서 처음 출판됐다. 에볼라의 가장 영향력있는 작품으로 묘사되는 이 책은 그의 전통주의적 세계관을 설명한 것이다. 이 책의 첫 부분은 전통세계의 개념, 즉 지상세계와 초월세계를 연결하는 다리에 대한 지식을 다룬다. 둘째 부분은 현대세계를 다루며 정치와 제도에서부터 생사에 대한 견해에 이르기까지 현대세계의 특성을 전통사회의 특성과 대조한다. 에볼라는 현대문명의 퇴보적인 측면을 비난하고 대신 전통주의 사회를 주장한다.
Rivolta contro il mondo moderno는 1934년 밀라노에서 Hoepli에 의해 출판됐다. 수정 및 증보된 판은 1969년에 출판됐다. 영어, 독일어, 스페인어, 프랑스어, 세르비아어, 헝가리어로도 번역됐다. 이 책은 전통주의 학파의 미르체아 엘리아데와 다른 사상가들, 그리고 유럽의 Nouvelle Droite에게 영향을 끼쳤다.

## 내용
현대세계에 반란하라는 전통세계, 현대세계의 기원과 모습이라는 두 부분으로 나뉜다.
첫 부분인 전통세계는 전통문명의 교리를 비교연구한 것으로, 에볼라는 전통적 인간의 삶의 근본 원리가 물리적 질서와 형이상학적 질서의 존재라는 두 본성의 교리에 나타난다고 지적한다. 이는 전통적 인간이 법, 전쟁, 재산, 남녀관계, 불멸, 인종을 인식하는 방식의 지적을 따른다. 둘째 부분은 대신 전통적 기준에 따른 역사 해석을 다룬다. 이는 인간의 기원에서 시작하여 전통에 의하면 퇴보, 퇴화로 간주되는 다윈적 의미의 현대적 진화개념에 도달한다.
에볼라는 현대세계에 반란하라의 둘째 장을 시작하면서 전통적 세계는 역사 속에서 결코 완벽하게 실현되지 않는다고 말한다. 에볼라에 의하면, 전통의 열쇠이자 그가 전통세게를 정의하는 특징이라고 생각하는 것은 두 가지 본성에 대한 경험적 지식이었다. 높고 낮음, 존재와 되어감, 초자연적과 자연적. 그 다음 에볼라는 전통을 구현한 역사적 사회의 유익한 특성을 홍보한다. "전통세계는 신성한 왕권을 알고 있었다. 그것은 두 세게 사이의 다리, 즉 입문을 알고 있었다. 그것은 초월적인 것에 접근하는 두 가지 위대한 방법, 즉 영웅적 행동과 명상을 알고 있었다. 그것은 도덕적 토대, 즉 전통적 법과 카스트 제도를 알고 있었다. 그것은 정치적 지상적 상징, 즉 제국을 알고 있었다."
에볼라는 전통사회를 특징지은 후, 성역할에 대한 형이상학적 관점으로 깊이 파고든다. 에볼라는 우주를 위와 아래로 나누면서 이를 초자연적인 것과 자연적인 것으로 연관시킨다. 에볼라에 의하면, 여성은 자연적이고 남성은 초자연적이다. 남성은 자립적인 반면 여성은 의존적이다. 에볼라의 세계관에서 여성의 역할은 어머니와 연인이 되는 것이고, 남성의 유일한 역할은 전쟁에 있다. 에볼라는 이러한 성역할에 대한 관점을 특히 힌두교와 도교에 연관시켜 근거짓는다.